# 김기훈 (영화 감독)
김기훈(1975년 ~ )은 대한민국의 영화 감독이자 각본가이다. 2005년 첫 극장 영화 사라짐의 양식(2005년)는 부산국제영화제에서 데뷔했다. 2010년 작품 이파네마 소년은 2010년 전주국제영화제에서 평론가상을 받았다.

## 참여 작품
- 사라짐의 양식(2005년)
- 이파네마 소년(2010년)